# Jean-Jacques Goldman
Jean-Jacques Goldman (født 11. oktober 1951 i Paris) er en fransk singer-songwriter, der
primært synger, men også producerer, chanson française, pop og rock.
Han indledte sin musikalske karriere i gruppen Red Mountain Gospellers og var siden med iThe Phalanster og til slut Taï Phong. Men det var som soloartist at han for alvor slog igennem og blev en af sin generations mest populære sangere med albums som Quand la musique est bonne (1982) og Je te donne (1985). I begyndelsen af 1990'erne satte han sin solokarriere på hold for at indgå i trioen Fredericks Goldman Jones med fransk-waliseren Michael Jones og amerikanske Carole Fredericks.
Goldman har skrevet og komponeret et utal af sange til andre kunstnere som Céline Dion og Johnny Hallyday. Han har også komponeret musik til film og tv. Goldman er kendt for sit  engagement til fordel for humanitære organisationer, særligt Les Enfoirés, som han har været med til at grundlægge.
I 2012 udkom albummet Génération Goldman, hvor 22 af tidens kunstnere hyldede Goldman med deres versioner af hans sange. Albummet lå i 10 uger i toppen af den franske hitliste.

## Biografi
Jean-Jacques Goldman er født den 11. oktober 1951 i Paris' 19. arrondissement som det tredje barn af en børneflok på fire. Hans mor, Ruth Ambrunn, er født i 1922 i München ; hans far Alter Mojze Goldman (1909-1988) var født i Lublin i Polen og deltog under 2. Verdenskrig i den franske modstandsbevægelse.
Hans lillebror Robert er sangskriver og søsteren Évelyne er læge. Han havde også en halvbror, Pierre Goldman, som var militant venstrefløjsaktivist i kredsen omkring Jean-Paul Sartre, Simone de Beauvoir og Simone Signoret. Han blev myrdet i 1979.
Goldman er uddannet på EDHEC Business School.

## Diskografi

### Med gruppenTaï Phong
- Taï Phong (1975).
- Windows (1976).
- Last Flight (1979).
- Fed Up (udkom kun på 45-single, 1979).
- Les Années Warner (1984).

### Med trioenFredericks Goldman Jones
- Fredericks Goldman Jones (1990).
- Sur scène (live) (1992).
- Rouge (1993).
- Du New Morning au Zénith (live) (1995).
- Pluriel 90/96 (compilation) (2000).

### Solokarriere

#### Studeialbums
- 1981 : Démodé.
- 1982 : Minoritaire.
- 1984 : Positif.
- 1985 : Non homologué.
- 1987 : Entre gris clair et gris foncé.
- 1997 : En Passant.
- 2001 : Chansons pour les pieds.

#### Livealbums
- 1986 : En public.
- 1989 : Traces.
- 1999 : Tournée 1998 En passant.
- 2003 : Un tour ensemble.

#### Compilations
- 1991 : L'Intégrale 81/91.
- 1996 : Singulier 81/89.
- 2000 : L'Intégrale 90/00.
- 2008 : La collection 81-89.
- 2012 : La Collection 1990–2001.

#### Uden for album
Disse sange blev udsendt på tre '45 singler mellem 1975 og 1979 og udkom på CD'en Les Années Warner, som foruden disse sange også indeholder de tre numre fra tiden med Taï Phong: Sister Jane, When it's the season, End of an End.
- C'est pas grave papa
- Jour bizarre
- Tu m'as dit
- Laetitia
- Back to the City again
- Les Nuits de solitude
- Ptit Blues Peinard (der udkom på b-siden af 45'eren Américain (Long is the Road) og på CD'en Quelques choses bizarres de l'intégrale 81-91).
- La Chanson des Restos, for foreninen Les Restos du Cœur, som blev lavet af Coluche (fås på CD'en Quelques choses bizarres de l'intégrale 81-91).
- Slow me again
- Just a dream (engelsk version af Les Nuits de solitude kun tilgængelig på B-siden af maxi-singlen Slow me again der udkom i 1978)

I 2004 medvirkede han på CD'en Agir Réagir indspillet til fordel for ofrene for jordskælvet den 24. februar i Al Hoceïma, i Marokko.
- L'Absence indspillet på albummet Urgences indspillet til fordel for kampen mod AIDS i 1992, sangen var oprindeligt skrevet til Rose Laurens.
- Medley (Quand la musique est bonne, Au bout de mes rêves, Comme toi, Long is the road, la vie par procuration, pas toi)
- Ici les Enfoirés til showet i 2009, der blev kaldt Les Enfoirés går til filmen, lavet over musikken In the Army Now (skrevet i 1981 af Rob og Ferdi Bolland og fremført af gruppen Status Quo).
- Si l'on s'aimait, si til showet i 2010, der blev kaldt Les Enfoirés... nervekrigen, lavet over musikken I Was Made For Loving You af gruppen Kiss, med teksten omskrevet (i samarbejde med Bénabar).
- Encore un autre hiver til showet i 2012, der blev kaldt Le Bal des Enfoirés, sangen blev skrevet og komponeret af Jean-Jacques Goldman i samarbejde med Grégoire.

### Sange skrevet til andre
Jean-Jacques Goldman har skrevet og komponeret til utallige andre artister; men har har i særlig grad samarbejdet med Johnny Hallyday,
til hvem han skrev hele albummet Gang i 1986, herefter har han produceret Lorada i 1995, og til Céline Dion skrev han D'eux i
1995, S'il suffisait d'aimer i 1998 og Une fille et quatre types i 2003.
Ud over til de grupper han har være en del af har Jean-Jacques Goldman siden 1980 (med-)skrevet og/eller (med-)komponeret 135 sange (nogen gange under pseudonym), til kunsterne: Céline Dion (29 numre), Johnny Hallyday (12), Patrick Fiori (10), Patricia Kaas (8), Carole Fredericks (5), Florent Pagny (4), Khaled (4), Marc Lavoine (4), Maurane (4), Garou (3), Anne-Marie Batailler (2), Dan Ar Braz (2), France D'Amour (2), J.L.B. (2), Lââm (2), Liane Foly (2), Michael Jones (2), Audrey Sara (1), Calogero (2), Catherine Ferry (1), Christine Ricol (1), Christophe Deschamps (1), Christopher Thompson (1), Danielle Messia (1), Elli Medeiros (1), Émile et Images (1), Émilie Bonnet (1), Gérald de Palmas (1),
Gildas Arzel (1), Idir (1), Jane Surrey (1), Janic Prévost (1), Jeane Manson (1), Jean-Marie Bigard (1), Joe Cocker (1), Julie Zenatti (1), Linda Singer (1), Lorie (1), Maxime Le Forestier (1), Philippe Lavil (1), Poetic Lover (1), Ray Charles (1), Richard Cocciante (1), Robert Charlebois (1), Roch Voisine (1), Rose Laurens (1), Sabrina Lory (1), Stephan Eicher (1), Yannick Noah (1).
Visse af sangene skrevet til andre er lavet sammen med J. Kapler, et pseudonym for hans bror Robert Goldman, særligt i forbindelse med sange skrevet til Florent Pagny.
Til listen kan også tilføjes Chanson des Restos, skrevet og komponeret i 1986 til Coluche og les Restos du Cœur,
Jean-Jacques Goldman har skrevet de fleste numre under eget navn, men frem til 1995 skrev han også under pseudonym. Han har skrevet
under følgende navne:
- « Sweet Memories » : to sange, som han selv indsang under samme pseudonym i 1979 og seks andre sange skrevet til fem kunstnere mellem 1982 og 1984.
- « First prayer » : to sange, som han selv indsang under samme pseudonym i 1980.
- « Sam Brewski » : syv sange skrevet til fem kunstnere mellem 1991 og 1995.
- « O. Menor » : tre sange til Marc Lavoine i 1993 (pseudonymet er en fonetisk transkiption af « homme en or » (guldmanden), som spiller på en oversættelse af hans navn på engelsk; Marc Lavoine brugte til lejligheden pseudonymet « M. Oats »: på engelsk hedder « avoine » oats ((dansk) havre)).

## Filmmusik
Jean-Jacques Goldman har komponeret musik til flere film:
- L'Union sacrée, sammen med Roland Romanelli i 1989.
- Pacific Palissades, med blandt andre en sang med Ray Charles. Oprindeligt sunget af Sabrina Lory, i 1990.
- Asterix & Obelix: I kamp mod Cæsar, sammen med Roland Romanelli i 1999.

## Videografi
- Carnet de route 1981 à 1986 (1987).
- Vidéoclips 1981/1989 (1989).
- Traces (1989).
- Au New Morning (1995).
- Tours et détours (1995).
- En passant tournée 98 (1999).
- Souvenirs de tournées (2000).
- Du New Morning au Zénith (2000).
- Intégrale des clips 1981/2000 (2000).
- Chronique d'un album (2001).
- Un tour ensemble (2003).
- Comment tournent les violons (2004).